# Vestby
Vestby é uma comuna da Noruega, com 133 km² de área e 12 834 habitantes (censo de 2004).         